# Landolfo Colonna
Landolfo Colonna (1250 – Roma, settembre 1331) è stato un religioso italiano.

## Biografia
Nato verso il 1250, da una bolla di papa Bonifacio VIII del 3 febbraio 1298 risultava essere affidatario della chiesa dei Santi Sergio e Bacco di Roma, mentre dal 1299 doveva essere canonico nella città di Chartres, in Francia, ove si segnalò, come emerge dai registri, per vivacità nell'amministrazione del capitolo della cattedrale di quella città. Oltre all'attività amministrativa, sempre dai registri si segnalano le spese per l'acquisto o il prestito di vari libri di importanti autori quali Severino Boezio, Giovanni di Salisbury, Tito Livio, Cicerone, Fulberto e Pietro di Blois. Dal 1322 non risultava essere più canonico residente a Chartres e i suoi impegni lo portarono a gravitare intorno alla corte pontificia di Avignone, spingendolo ad accettare vari incarichi per conto della Curia. Ad Avignone ebbe modo di conoscere il giovane Francesco Petrarca, con cui si legò in profonda amicizia per via dell'amore comune nei confronti dei classici. Fu autore di alcune opere, come il Tractatus brevi de pontificali officio e il Tractatus de statu et mutatione Imperii: il primo si incentrava sulla necessità della povertà della Chiesa, mentre il secondo si inseriva all'interno del dibattito sulla superiorità della Chiesa o dell'impero, allora in pieno fervore tra il pontefice Giovanni XXII e l'imperatore Ludovico il Bavaro. 